# Orbite terrestre basse
Pour les articles homonymes, voir OTB (homonymie) et LEO.
Pour un article plus général, voir Orbite terrestre.

Différentes orbites terrestres ; la partie bleu turquoise représente l'orbite terrestre basse.

L’orbite terrestre basse ou OTB (en anglais : low earth orbit ou LEO) est une zone de l'orbite terrestre allant jusqu'à 2 000 kilomètres d'altitude, située entre l'atmosphère et la ceinture de Van Allen. Y orbitent des satellites de télédétection, des satellites de télécommunications ainsi que quelques stations spatiales, dont la Station spatiale internationale. 
Cette zone contient les orbites terrestres basses équatoriales (ELEO en anglais, pour equatorial low earth orbits), dont l'inclinaison très basse par rapport à l'équateur amène les plus faibles exigences de delta-v et permettent d'être revisitées rapidement[précision nécessaire]. Les orbites terrestres situées au-dessus de l'orbite terrestre basse sont l'orbite terrestre moyenne et, plus haut encore, l'orbite géostationnaire.
L'orbite terrestre basse, avec l'orbite géostationnaire, fait l'objet d'une attention particulière, notamment en ce qui concerne la prolifération des débris spatiaux.

## Utilisation
Les orbites basses permettent aux satellites de bénéficier d'un bilan de liaison avantageux en télécommunications et de haute résolution des instruments d'observation. Elles permettent également la mise en orbite de charges maximales par les lanceurs puisque ces derniers requièrent moins d'énergie pour être mis sur ces orbites que dans les autres orbites terrestres. Les orbites ayant une altitude moins élevée permettent une meilleure utilisation de la télédétection. Les satellites de télédétection peuvent également profiter des orbites héliosynchrones à ces altitudes.
Les objets dans l'orbite terrestre basse rencontrent une traînée atmosphérique sous la forme de gaz dans la thermosphère (80 à 500 km d'altitude) ou dans l'exosphère (500 km et plus d'altitude), dont la nature dépend de la hauteur. L'altitude utilisée pour la mise en orbite d'objets est habituellement située au-dessus de 300 km pour limiter les effets de la traînée atmosphérique. 
Les orbites situées au-dessus de l'orbite terrestre basse, soumises à d'importantes accumulations de charges et de radiations, peuvent entraîner d'éventuels problèmes électroniques des composants.
Pour pouvoir rester en orbite basse, un satellite doit avoir une très grande vitesse horizontale par rapport à la Terre. Pour se maintenir sur une orbite circulaire à 300 km au-dessus de la surface de la Terre, il faut que le satellite possède une vitesse de 7,8 km/s soit 28 000 km/h ce qui correspond à un tour complet de la Terre en 90 minutes.

### Types de satellites
Les satellites de télédétection en orbite basse incluent notamment :
- les satellites météorologiques à défilement ;
- les satellites d'imagerie terrestre comme SPOT, d'analyse de l'environnement comme ENVISAT ;
- les satellites de renseignement, comme Helios.

Les satellites de télécommunications en orbite basse incluent :
- les systèmes globaux de communications, comme le système Iridium ou Globalstar ;
- les satellites amateurs de AMSAT.

C'est également sur cette orbite qu'ont été effectuées la majorité des missions spatiales habitées telles celles de Mir, des navettes spatiales américaines ou de la Station spatiale internationale.

## Débris spatiaux

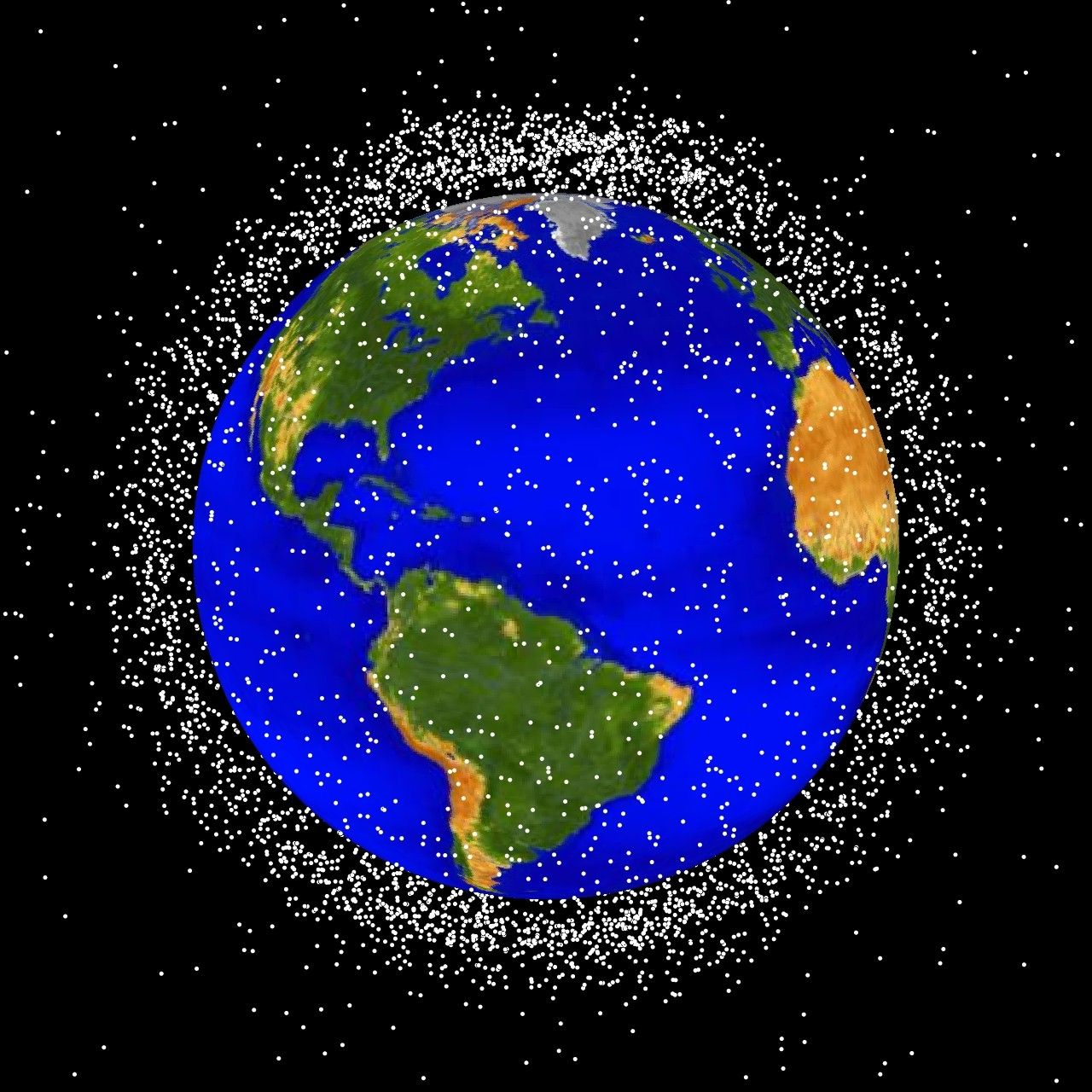
Visualisation par ordinateur des objets en orbite terrestre actuellement suivis, générée par la NASA. Environ 95% des objets représentés sont des débris spatiaux, et non des satellites fonctionnels. La taille des points représentant les débris est ajustée pour optimiser leur visibilité et n'est pas à l'échelle par rapport à la Terre. Ces images offrent une bonne visualisation des zones de plus forte concentration de débris orbitaux. LEO désigne l'orbite terrestre basse, région située à moins de 2 000 km de la surface terrestre, où la concentration de débris est la plus élevée.

L'environnement de l'orbite terrestre basse contient de plus en plus de débris spatiaux. Ces débris représentent un certain danger pour les satellites en orbite ainsi que pour les risques de retombées au sol. Leurs tailles peuvent varier de quelques millimètres à quelques mètres. Ils proviennent habituellement de satellites, de stations spatiales ou de navettes. Les débris spatiaux peuvent également causer d'importants dommages aux navettes, aux satellites et aux stations spatiales, car leur vitesse est très élevée. 
En juin 2008, le Joint Space Operations Center (en) suit environ 8 500 objets plus grands que 10 cm dans l'orbite terrestre basse.
En 1978, un scénario est envisagé par le consultant de la NASA, Donald J. Kessler. C'est le syndrome de Kessler, dans lequel le volume des débris spatiaux en orbite basse atteint un seuil au-dessus duquel les objets en orbite sont fréquemment heurtés par des débris, et se brisent en plusieurs morceaux, augmentant du même coup et de façon exponentielle le nombre des débris et la probabilité des impacts.
Au-delà d'un certain seuil, un tel scénario rendrait quasi impossible l'exploration spatiale et même l'utilisation des satellites artificiels pour plusieurs générations.

## Utilisation de l'orbite terrestre très basse
Certains satellites de reconnaissance (militaires) circulent sur une orbite ponctuellement très basse (autour de 200 kilomètres) pour obtenir des images à très haute résolution. Mais ces plongées à basse altitude ne sont pas viables pour différentes raisons pour les satellites commerciaux fournissant des images satellitaires  qui sont placés à une altitude supérieure à 500 kilomètres. 
L'orbite très basse  (entre 200 et 500 kilomètres) présente toutefois plusieurs inconvénients. Le plus évident est la dégradation très rapide de l'orbite sous l'action des forces de friction générées par l'atmosphère résiduelle. Celle-ci exerce par ailleurs des couples de force qui perturbent le pointage des instruments et nécessitent de mettre en œuvre des actionneurs capables de les neutraliser. On trouve à cette altitude une forte densité d'oxygène sous forme atomique (la molécule d'oxygène est cassée par le rayonnement ultraviolet) très réactif qui dégrade les surfaces exposées à la fois sur le plan chimique et physique. La région qui peut être photographiée par le satellite est moins étendue et la périodicité de revisite est plus longue. Enfin les fenêtres de communication avec le sol sont plus courtes et la transmission des données est plus fortement affectée par les perturbations atmosphériques.
L'orbite très basse présente pourtant des avantages importants pour ce type d'usage :
- Elle permet d'obtenir des images d'une résolution spatiale identique avec un équipement plus léger et donc un satellite moins coûteux.
- La mise en orbite est moins coûteuse du fait de l'altitude réduite que doit atteindre le lanceur.
- Les communications avec le sol sont plus faciles (distance plus faible).
- C'est une orbite peu encombrée car les satellites qui ne sont plus actifs voient leur orbite se dégrader très rapidement du fait de la densité de l'atmosphère résiduelle. Leur destruction intervient au bout de quelques jours à quelques mois selon leur altitude initiale.

Jusqu'à récemment les inconvénients l'emportaient largement sur les avantages mais les progrès dans le domaine de la propulsion électrique et de la technologie des satellites font que l'orbite très basse constitue une alternative viable pour fournir des images de haute qualité à très bas coût. Le satellite expérimental japonais Super Low Altitude Test Satellite circulant à une altitude de 200 kilomètres entre 2017 et 2019 et le satellite scientifique européen GOCE circulant à une altitude comprise entre 240 et 280 kilomètres entre 2009 et 2013, tous deux maintenus sur leur orbite grâce à des moteurs électriques utilisant du xénon, ont démontré la viabilité du recours aux orbites très basses. 
La société EOI Space développe la constellation de satellites Stingray VLEO Constellation destinée à fournir des images de très haute résolution (15 centimètres) avec un fréquence de visite élevée (10 à 15 minutes) circulant à une altitude comprise entre 250 et 300 kilomètres. Son déploiement doit débuter en 2024.